# Clarinette et bouteille de rhum sur une cheminée
Clarinette et bouteille de rhum sur une cheminée est un tableau réalisé par Georges Braque en 1911 à Céret. Cette huile sur toile est une nature morte cubiste représentant donc une clarinette et une bouteille de rhum sur l'âtre d'une cheminée. Propriété de Le Corbusier à compter de 1923, elle est aujourd'hui conservée à la Tate Modern, à Londres.
Selon Isabelle Monod-Fontaine, il existe un parallèle dans l'ouvrage de Braque entre la composition (très codifiée) de ce tableau et celle de Nature morte au violon (novembre 1911, Centre Pompidou).

## Expositions
- Le Cubisme, Centre national d'art et de culture Georges-Pompidou, Paris, 2018-2019.